# 아이스너상
아이스너상(Eisner Award)은 미국에서 가장 권위 있는 만화상의 하나로, 만화의 아카데미상으로 불린다.